# روز شیطان
روز شیطان فیلمی ضد آمریکایی به کارگردانی و نویسندگی بهروز افخمی محصول سال ۱۳۷۳ است.
یکی از گروهک‌های سلطنت طلب در پاریس طرحی برای براندازی در دست اجرا دارد و از حمایت بعضی از صاحبان قدرت در آمریکا برخوردار است. مرحله اول این طرح وارد کردن تدریجی قطعات یک بمب اتمی کوچک است که…

## بازیگران
- آتیلا پسیانی
- علی دهکردی
- عبدالرضا اکبری
- محمد فیلی
- حمید طاعتی
- ایرج رامین‌فر
- منوچهر حامدی
- داریوش اسدزاده
- هوشنگ آریان فر
- عباس امیری مقدم
- معصومه کریمی
- بهمن روزبهانی
- مسعود راد
- پیمان داخته
- پریسا شاهنده
- علی بوریان
- کریم زرگر
- هرمز هدایت
- فرامرز بیات
- بهروز افخمی
- مهدی ژورک
- غلامرضا طباطبایی
- فرامرز روشنایی
- صدرالدین حجازی
- رضا توکلی
- فریده صابری
- اسماعیل مرسلی
- شهریار پارسی پور
- اکبر قدمی